# Праздник печёной картошки
«Праздник печёной картошки» (укр. Свято печеної картоплі) — советский художественный фильм 1976 года, снятый режиссёром Юрием Ильенко на киностудии имени А. Довженко.
Премьерный показ состоялся в феврале 1978 года.

## Сюжет
Фильм основан на реальных событиях. Рассказывает о жизни-подвиге, благородстве и самопожертвовании простой русской женщины Александры Аврамовны Деревской, матери-героини, единственной в мире женщины, которая воспитала 48 детей-сирот. С 1939 она с мужем брала на воспитание детей-сирот, родители которых погибли на фронте или умерли с голода. Среди них были дети русских, украинцев, узбеков, евреев, немцев, мордвин, чувашей и других представителей народов СССР.
Подопечные Деревской навсегда сохранили в себе частицу тепла этой женщины и понесли её доброту в мир. После её смерти в этой большой семье сохранилась традиция — в день рождения матери на стол подается печёная картошка, любимое блюдо главы семьи.
Сейчас на могиле Александры Аврамовны установлена плита: «Ты наша совесть, наша молитва — Мама. Земной поклон тебе. Твои дети: имена 48 детей».

## В ролях
- Людмила Ефименко — Анна
- Роман Громадский — Захар
- Леонид Яновский — Георгий Колосов
- Виктор Панченко — Тимофей
- Владимир Алексеенко
- Николай Гринько — немец
- Богдан Бенюк
- Неонила Гнеповская — врач
- Юрий Дубровин
- Сергей Бржестовский
- Сергей Подгорный
- Вадим Ильенко
- Владимир Волков
- Лесь Сердюк
- Геннадий Болотов

## Награды
- Республиканский кинофестиваль в Кременчуге—78[1]:
  - Диплом Людмиле Ефименко за исполнение главной роли
  - Диплом Вадиму Ильенко за лучшую операторскую работу
  - Диплом Анатолию Чернооченко за лучшее звуковое оформление